# Oxystérol
Un oxystérol, ou cholestérol oxydé, est un dérivé du cholestérol obtenu par oxydation en faisant intervenir des enzymes et/ou des agents pro-oxydants. De tels composés peuvent jouer des rôles importants dans divers processus biologiques tels que l'homéostasie du cholestérol, l'athérosclérose, le métabolisme des lipides (sphingolipides, acides gras), l'agrégation des thrombocytes (plaquettes sanguines), l'apoptose, l'autophagie et la prénylation des protéines, la densité osseuse et la qualité de l'os; le mode d'action des oxystérols dans ces effets est encore mal compris,. 
Le 27-hydroxy-cholestérol agiraient comme modulateurs sélectifs des récepteurs aux œstrogènes ("SERMS")  , entrant en compétition avec les œstrogènes (estradiol) comme antagoniste. 
Les oxystérols sont associés à des maladies liées à l'âge comme l'ostéoporose (déminéralisation osseuse, mauvaise qualité de l'os) , les maladies cardiovasculaires (via l'athérosclérose et l'inflammation), la dégénérescence maculaire liée à l'âge, certaines maladies neurodégénératives (maladie d'Alzheimer ) et cancers (sein , prostate ). Les activités des oxystérols dans ces maladies pourraient être dues à leurs activités pro-oxydantes et pro-inflammatoires et à leurs capacités à agir sur les organites cellulaires (mitochondrie, peroxysome, lysosome) pouvant activer l'apoptose et l'autophagie. Identifier des molécules ou des mélanges de molécules, développer des approches innovantes (thérapie génique, bioremédiation[pas clair]) pour moduler la biogenèse de ces molécules et leurs activités biologiques présente donc un intérêt thérapeutique.